# William A. Seiter
William Alfred Seiter (New York, 10 giugno 1890 – Beverly Hills, 26 luglio 1964) è stato un regista e stuntman statunitense.
Era sposato con l'attrice Marian Nixon.

## Biografia
Esordì nel cinema attorno al 1913, prima come stuntman in pellicole western, quindi nei Keystone Cop ove lavorò con Charlie Chaplin, Mabel Normand e altri grandi nomi del periodo. Iniziò a girare brevi commedie e cortometraggi già nel 1915, ma fu solo una quindicina di anni dopo che iniziò a lavorare a film più impegnativi. Nel 1932 girò il film a episodi Se avessi un milione, di cui curò un episodio solo, una commedia feroce sul valore del denaro. Un anno dopo, forte dei propri esordi nel cinema slapstick, diresse Stanlio e Ollio nel film I figli del deserto (1933), che all'epoca fu un vero e proprio blockbuster. 
Nel 1935, dopo un deludente musical con Ginger Rogers, girò Sarò tua, una delle prime commedie delle molte di cui sarà regista. Dopo aver diretto anche Shirley Temple, in film tipicamente mielosi, abbandonò il genere leggero per provare a cimentarsi nel cinema d'azione con Il sigillo segreto (1937), con Robert Taylor, ottenendo un discreto successo. Anche il genere avventuroso gli portò fortuna: di successo fu, infatti, anche Il primo ribelle (1939) con John Wayne, film dove si raccontano le battaglie fra inglesi e americani a ridosso della guerra d'indipendenza americana. 
Dopo numerose commedie piuttosto scialbe, seppure con un buon riscontro di pubblico, nel 1948 girò Il bacio di Venere, la strana storia di un uomo innamorato della statua di una dea che si trasforma in una bellissima donna, interpretata da Ava Gardner. Chiuse la carriera alla fine degli anni cinquanta girando episodi di serie televisive. Morì nel 1964 per un attacco di cuore.

## Filmografia parziale

### Regista
- The Honeymoon Roll - cortometraggio (1915)
- Gold-Bricking Cupid - cortometraggio (1915)
- Beauties and Bombs - cortometraggio (1918)
- Beach Birds - cortometraggio  (1918)
- In and Out - cortometraggio (1918)
- Love and Lunch (1918)
- Oh! What a Day (1918)
- The Fly Ball (1918)
- Ain't It So? (1918)
- Camouflage (1918)
- Some Baby! (1918)
- In a Pinch (con il nome William Seiter) (1919)
- Their Day of Rest (con il nome William Seiter) (1919)
- After the Bawl (con il nome William Seiter) (1919)
- Close to Nature (con il nome William Seiter) (1919)
- Honeymooning (con il nome William Seiter) (1919)
- Why Divorce? (con il nome William Seiter) (1919)
- Moving Day (come William Seiter) (1919)
- The Little Dears (come William Seiter) (1919)
- A Sure Cure (come William Seiter) (1919)
- Zampe di gallina (The Kentucky Colonel) (1920)
- Hearts and Masks (1921)
- Passing Through (1921)
- La cena delle gaffes (The Foolish Age) (1921)
- Eden and Return  (1921)
- Boy Crazy (1922)
- Gay and Devilish (1922)
- The Understudy  (1922)
- Up and at 'Em (1922)
- When Love Comes (1922)
- The Beautiful and Damned (1922)
- Bell Boy 13 (1923)
- Little Church Around the Corner (1923)
- Daddies (1924)
- Peccato bianco (The White Sin)  (come William Seiter) (1924)
- His Forgotten Wife (1924)
- Listen Lester (1924)
- The Family Secret (1924)
- Helen's Babies (1924)
- The Fast Worker (1924)
- The Mad Whirl (1925)
- Innocenza pericolosa (Dangerous Innocence) (1925)
- The Teaser (1925)
- Where Was I? (1925)
- What Happened to Jones (1926)
- Skinner's Dress Suit (1926)
- Rolling Home (1926)
- Take It from Me (1926)
- The Cheerful Fraud (con il nome William Seiter) (1926)
- Out All Night (1927)
- The Small Bachelor (1927)
- Thanks for the Buggy Ride (1928)
- Good Morning, Judge (1928)
- Don Giovanni in gabbia (Happiness Ahead) (1928)
- Waterfront (1928)
- Outcast (1928)
- Synthetic Wife (1929)
- L'albergo delle sorprese (Synthetic Sin) (1929)
- Gambette indiavolate (Why Be Good?) (1929)
- Prisoners (1929)
- Smiling Irish Eyes (1929)
- Footlights and Fools (1929)
- The Love Racket (1929)
- Strictly Modern (1930)
- The Flirting Widow (non accreditato) (1930)
- Back Pay (non accreditato) (1930)
- Kiss Me Again (1930)
- The Truth About Youth (1930)
- Sunny (1930)
- Going Wild (1930)
- Full of Notions (1931)
- L'Aviateur (1931)
- Amore mio tradiscimi (Big Business Girl) (1931)
- Too Many Cooks (come William Seiter (1931)
- Caught Plastered (come William Seiter) (1931)
- Way Back Home (come William Seiter) (1931)
- Peach-O-Reno (1931)
- Girl Crazy (1932)
- Young Bride (come William Seiter) (1932)
- Is My Face Red? (1932)
- Hot Saturday (1932)
- Se avessi un milione (If I Had a Milion) segmento The Three Marines (1932)
- Hello, Everybody! (1933)
- I diplomaniaci (Diplomaniacs) (1933)
- Professional Sweetheart (1933)
- Rafter Romance (con il nome William Seiter) (1933)
- Chance at Heaven (con il nome William Seiter) (1933)
- I figli del deserto (Sons of the Desert) (1933)
- Sing and Like It (1934)
- Love Birds (1934)
- We're Rich Again (1934)
- La ragazza più ricca del mondo (The Richest Girl in the World) (1934)
- Roberta (1935)
- The Daring Young Man (1935)
- Orchids to You (1935)
- La regina di Broadway (In person) (1935)
- Sarò tua (If You Could Only Cook) (1935)
- Nel mondo della luna (The Moon's Our Home) (1936)
- The Case Against Mrs. Ames (1936)
- La reginetta dei monelli (Dimples) (1936)
- Cin Cin (Stowaway) (1936)
- Sigillo segreto (This Is My Affair)
- The Life of the Party (1937)
- Life Begins in College (1937)
- Sally, Irene and Mary (1938)
- Three Blind Mice (1938)
- Servizio in camera (Room service) (1938)
- Thanks for Everything (1938)
- La piccola principessa (The Little Princess) non accreditato/regia di Walter Lang (1939)
- Susanna e le giubbe rosse (Susannah of the Mounties)
- Il primo ribelle (Allegheny Uprising) (1939)
- Amore per appuntamento (Appointment for Love) (1940)
- Questa è la vita (It's a Date) (1940)
- T'amerò follemente (Hired Wife) (1940)
- Una ragazza per bene (Nice Girl?) (1941)
- Ombre di Broadway (Broadway) (1942)
- Non sei mai stata così bella (You Were Never Lovelier) (1942)
- La signorina e il cowboy (The Lady Takes a Chance) (1943)
- Ombre sul mare (Destroyer) (1943)
- La bella dello Yukon (Belle of the Yukon) (1944)
- Gli amori di Susanna (The Affairs of Susan) (1945)
- Amore sotto zero (It's a Pleasure) (1945)
- Stanotte t'ho sognato (The Night with You) (1945)
- Scandalo in famiglia (Lover Came Back) (1946)
- Il piccolo gigante (Little Giant) (1946)
- Brivido d'amore (I'll Be Yours) (1947)
- Il bacio di Venere (One Touch of Venus) (1948)
- Guerra di sessi (Borderline) (1950)
- A.A. criminale cercasi (Dear Brat) (1951)
- La signora vuole il visone (The Lady Wants Mink) (1953)
- Il grande incontro (Champ for a Day) (1953)
- La fossa dei dannati[1] (Make Haste to Live) (1954)

### Attore
- The Three Wise Men, regia di Colin Campbell - cortometraggio (1913)
- Pierre of the North, regia di Henry MacRae - cortometraggio (1913)
- The Great Ruby Mystery, regia di Otis Turner - cortometraggio (1915)